# Спартак (Звениговський район)
Спарта́к (рос. Спартак, марій. Спартак) — присілок у складі Звениговського району Марій Ел, Росія. Входить до складу Шелангерського сільського поселення.

## Населення
Населення — 69 осіб (2010; 61 у 2002).
Національний склад (станом на 2002 рік):
- марі — 90 %